# رايدر هيسجيدال
رايدر هيسجيدال مواليد 09 ديسمبر 1980 في فيكتوريا، كولومبيا البريطانية، كندا، هو دراج كندي في صنف سباق الدراجات على الطريق. شارك في دورة الألعاب الأولمبية الصيفية.

## سباقات أو مراحل فاز بها
- طواف إسبانيا
- طواف إيطاليا

## روابط خارجية
- رايدر هيسجيدال على موقع الاتحاد الدولي للدراجات (الإنجليزية)
- رايدر هيسجيدال على موقع أرشيف الدراجات (الإنجليزية)
- رايدر هيسجيدال على موقع إحصائيات الدراجات الإحترافية (الإنجليزية)
- رايدر هيسجيدال على موقع نسبة الدراجات (الإنجليزية)
- رايدر هيسجيدال على موقع CycleBase (الإنجليزية)
- رايدر هيسجيدال على موقع أوليمبيديا (الإنجليزية)
- رايدر هيسجيدال على موقع اللجنة الأولمبية الكندية (الإنجليزية)